# Araneus selva
Araneus selva är en spindelart som beskrevs av Levi 1991. Araneus selva ingår i släktet Araneus och familjen hjulspindlar. Inga underarter finns listade i Catalogue of Life.